# 日本ベンダーネット
日本ベンダーネット株式会社（にっぽんベンダーネット）は、公営競技におけるトータリゼータシステムに関連する機器・付属品の製造、販売およびメンテナンス、トータリゼータシステムに関連する電気通信工事を全般に扱う企業である。本社は東京都千代田区飯田橋に所在。

## 概要
日本ベンダーネットは1969年に新電元工業の子会社として設立された。公営競技のトータリゼータシステムを扱う会社としては小規模ではあるが、一部の地方競馬場や競輪場などで採用されている。
2017年、愛知県一宮市に本社を置く日本エコシステム株式会社に主要株主が異動し、JESグループの一員として事業を推進することになった。
2019年12月21日には、競輪AI予想投票サイトLotoPlaceをオープンした。

## 主な採用箇所
- 笠松競馬場、高松競輪場、小松島競輪場、松山競輪場
- サテライト六郷、サテライト姫路、サテライト秋田
- ボートピア土佐、オラレ美馬

以前は函館競輪場、西武園競輪場、取手競輪場、富山競輪場、サテライト中洲、ボートピア日南（以上は日本トーターに切替）、岐阜競輪場、佐賀競馬場、ボートピア横浜、ニュートラックかみのやま、ニュートラック松山、サテライト男鹿（以上は富士通フロンテックに切替）、中津競馬場（廃場）でも採用されていた。
旧式のシステムでは特殊加工された銀紙を使用していたが、現在は他社と同じ感熱紙を採用している。